# Шарыкина, Валентина Дмитриевна
Валенти́на Дми́триевна Шары́кина (род. 25 февраля 1940, Киев, УССР) — советская и российская актриса театра и кино. Заслуженный деятель культуры Польши (1976), заслуженная артистка РСФСР (1981).

## Биография
Валентина Шарыкина родилась 25 февраля 1940 года в Киеве (по её собственным словам — в Свердловске). Бабушка и мама были польками по национальности и католичками по вероисповеданию. Дед по материнской линии был врачом, имел дом в Киеве на площади Богдана Хмельницкого, содержал аптеку, расстрелян в 1917 году, имущество было национализировано. Отец, лётчик, участник Великой Отечественной войны, оставил семью в военные годы. Мама, Ирина Анатольевна Рогозинская (1915—1991; по словам Валентины Шарыкиной, в действительности её мать появилась на свет 17 января 1913 года в Киеве), окончила Свердловскую консерваторию, выступала в оперетте, в 1950 году из-за конфликта с новым мужем переехала с дочерью в Иркутск; в 1957 году ей было присвоено звание заслуженной артистки РСФСР. Валентина имела ещё полнородного старшего брата и двух единокровных братьев от первого брака отца. В дальнейшем у отца были ещё семейные отношения и дети в других браках. Несколько раз вступала в брак и мама, среди её мужей — поэт Николай Доризо, генерал Иван Вовченко, писатель Борис Костюковский.
Среднее образование Валентина получила в школе № 17 города Иркутска. В детстве и юности дружила с популярной певицей Аидой Ведищевой.
В 1962 году окончила Училище им. Б. Щукина (курс И. М. Рапопорта и А. И. Борисова, однокурсниками были Андрей Миронов и Виктория Лепко) и стала актрисой Московского театра сатиры. Имела также приглашение в театр «Современник»
Зрителям запомнилась как исполнительница роли пани Зоси в советской телевизионной юмористической передаче Кабачок «13 стульев». Валентина Шарыкина участвовала в выпусках программы на протяжении 15 лет. За эту роль в 1976 году актриса была удостоена почётного звания заслуженного деятеля культуры Польши.

## Личная жизнь
Браки с первым мужем — актёром, как и со вторым — врачом-хирургом оказались непродолжительными; в 1970-х годах состояла в фактическом браке с режиссёром Евгением Ташковым, воспитывала его сына от брака с Екатериной Савиновой, Андрея Ташкова.
Третий муж — инженер-нефтяник Юрий Владимирович Извеков. Детей нет.

## Театральные работы
- Женский монастырь — Лиза
- Проделки Скапена
- Тартюф, или Обманщик — Эльмира
- Баня
- Клоп
- Бешеные деньги[17]
- Бег
- Прощай, конферансье!
- Молчи, грусть, молчи…
- Затюканный апостол
- Малыш и Карлсон, который живёт на крыше
- Самоубийца
- Безумный день, или Женитьба Фигаро
- У времени в плену
- Концерт для театра с оркестром
- Восемь любящих женщин
- Секретарши
- Андрюша
- Триумф на Триумфальной
- Мольер (Кабала святош) — Мадлена
- Обыкновенное чудо — Хозяйка
- Кабачок счастливой Эльзы
- Маленькие комедии большого дома
- Таблетку под язык

## Фильмография
- 1962 — Третий тайм — Вера
- 1963 — Иоланта — Бригита
- 1966 — Дни лётные
- 1966 — Старшая сестра — Шура
- 1966 — Июльский дождь — Люся
- 1966-1980 — Кабачок «13 стульев» — пани Зося
- 1967 — Майор Вихрь — девушка, танцующая в ресторане
- 1971 — Умеете ли вы жить?
- 1971 — Егор Булычов и другие — Елизавета
- 1971 — Алло, Варшава! — стюардесса Маша Терехова
- 1972 — Руслан и Людмила
- 1972 — Приваловские миллионы — актриса Катенька Ивановна Колпакова
- 1972 — Ни дня без приключений — Клавдия Корнеевна
- 1973 — Дети Ванюшина — Людмила Красавина
- 1974 — Контрабанда — Марина Киселёва
- 1974 — Бенефис Савелия Крамарова — камео
- 1976 — Преступление — Валерия Назарова
- 1976 — Волшебный фонарь — прекрасная поселянка
- 1986 — Золотая рыбка — камео / пани Зося
- 1988 — Поляна сказок
- 2000 — Витрина
- 2001 — Даун Хаус — генеральша Иволгина
- 2004 — Слепой
- 2004 — Ландыш серебристый-2
- 2004 — Долгое прощание — Ляля Телепнёва (в старости)
- 2004 — 2013 — Кулагин и партнёры
- 2005 — Мошенники
- 2006 — Ты - это я
- 2006 — Большие девочки
- 2006 — Случайный попутчик
- 2006 — Рельсы счастья
- 2006 — Аэропорт-2
- 2007 — Снежный ангел
- 2007 — Своя команда
- 2009 — Вернуть на доследование — Мария Юрьевна Рюмина
- 2010 — Экстренный вызов. Доктор смерть
- 2010 — Воронины — Татьяна Алексеевна, новая пассия Сергея Геннадьевича
- 2011 — Ельцин. Три дня в августе — Эмма Язова
- 2011 — Ласточкино гнездо
- 2012 — Верю
- 2012 — Праздник взаперти
- 2012 — Счастливы вместе
- 2013 — Истребители
- 2013 — Муж счастливой женщины
- 2013 — Точка взрыва
- 2014 — Братаны-4
- 2015 — Вакантна жизнь шеф-повара
- 2016 — Против всех правил
- 2018 — Любовь по ошибке
- 2019 — А у нас во дворе... 2 — смотрительница музея
- 2020 — Старые кадры — Виктория

### Киножурнал «Ералаш»
- 1989 — Выпуск № 77 (сюжет «Интриган») — директор школы